# Al-Bayan al-Mughrib
Kitāb al-bayān al-muġrib fī ājbār mulūk al-āndalus wa-l-maġrib (ﻛﺘﺎﺏ ﺍﻟﺒﻴﺎﻥ ﺍﻟﻤﻐﺮﺏ ﻓﻲ ﺍﺧﺒﺎﺮ ﻣﻠﻮﻚ ﺍلاﻧﺩﻟﺲ ﻭﺍﻟﻤﻐﺮﺏ Libro de la increíble historia de los reyes de al-Ándalus y del Magreb) o, simplemente, Bayán, es un importante texto medieval de la historia del Magreb (Marruecos y Argelia) y la península ibérica (España y Portugal), escrito en árabe en Marrakech en torno al año 1312 por Ibn Idhari. Es tomado como guía de referencia por los investigadores actuales como contenido de una importante fuente de información no registrada en otros sitios, incluye extractos de otros antiguos libros perdidos en la actualidad. Generalmente, se le conoce por su nombre corto al-Bayān al-Mughrib, en árabe البيان المغرب (La increíble historia), y en otras ocasiones como El Bayān.
El autor, dividió el libro en tres partes:
- Historia del Magreb desde la llegada del Islam hasta el siglo XII;
- historia de al-Ándalus sobre el mismo periodo histórico;
- historia de los almorávides y de los almohades.

Mientras las dos primeras partes se conocen desde un tiempo considerable, la tercera parte vio la luz durante el siglo XX. Esta parte nos ha llegado incompleta debido a la pérdida de páginas (incluidas las primeras y las últimas) y a daños provocados por insectos en el manuscrito. Sin embargo, los fragmentos son importantes en la corrección de muchos de los errores u omisiones del más conocido Rawd al-Qirtas.
Las dos primeras partes del texto árabe fueron publicadas en el siglo XIX por Dozy; una segunda edición corregida se publicó en 1948 por Colin y Lévi-Provençal. La edición en Beirut de 1983 publicada por Ihsan Abbas incluye la parte 3 incompleta.
Hay otras traducciones. Fagnan (1901) al francés, basado en la edición de Dozy, aunque no está bien vista. Hay numerosas traducciones al español, la más notable la de Huici Miranda. 